# MOST Pro Tibet
MOST Pro Tibet je organizace zabývající se pomocí tibetským exilovým komunitám v Indii a v Tibetu.

## Historie
Organizace vznikla v roce 2004 jako občanské sdružení M.O.S.T., od roku 2013 působila pod názvem MOST, o. p. s., od roku 2017 se jmenuje MOST Pro Tibet. Organizace je samostatný právní subjekt - nestátní nezisková organizace. Každoročně se podílí na organizování Festivalu ProTibet, který vznikl už v roce 2001.
Od roku 2010 je členem Českého fóra pro rozvojovou spolupráci.

## Humanitární činnost

### Adopce ProTibet
Projekt prostřednictvím českých dárců pomáhá konkrétním lidem
- při tradiční klášterní formě vzdělávání v odlehlých oblastech Ladaku v severovýchodní Indii. Po okupaci Tibetu jde o jedno z mála míst, kde se původní způsob vzdělávání zachoval dodnes. Kláštery, které mají státní akreditaci, poskytují alternativní vzdělání se zachováním tradičního buddhistického učení.
- v tibetských exilových vesničkách v Indii (Mussoorie). Přispívá ke vzdělání dětí, které rodiče tajně poslali z Tibetu do Indie.
- v malé vesničce Kaze, kde nadace Sapan Foundation sbírá prostředky pro výuku dívek a staví ženský buddhistický klášter nedaleko tibetsko-indické hranice.
- starým Tibeťanům z první vlny uprchlíků, kteří utíkali ze země počátkem 60. let po čínské okupaci.
- dětem ve školách odlehlých vesnic Maga a Gyalten východního Tibetu

Na přelomu let 2006/2007 založil MOST Pro Tibet projekt Kmotrovství na dálku.

### Šicí dílna
V roce 2011 založil MOST Pro Tibet v tibetské exilové vesnici v Ladaku chráněnou šicí dílnu. Jejím smyslem je vzdělávat a zvýšit zaměstnanost chudých Tibeťanek. V roce 2012 se pod vedením MOSTu proškolilo 13 žen a 2 muži. V dílně se vyrábí tradiční oděvy a šijí textilní doplňky. Tibeťanky-nomádky tkají také tašky i koberce. Látky, ze kterých se textilie šijí, byly ručně utkány v tibetských dílnách u města Dehrádún. Tímto způsobem podporuje i další tibetské dílny. Výroba i další prodej všech výrobků je založen na bázi fair trade. Všechny tyto výrobky je možné zakoupit v e-shopu, přičemž zisk se používá pro financování rozvojových a vzdělávacích projektů.

### Koza ProTibet
Od roku 2011 MOST Pro Tibet ve spolupráci s Tibetskou exilovou vládou podporují nejchudší rodiny tibetských nomádů u hranic s Tibetem, kterým hrozí přesídlení. V této oblasti žije přes 1 500 nomádů. V současné době se podporuje přes 50 rodin ze čtyř vesnic: Sumdho, Henle, Ňoma a Puga.
Každý rok daruje MOST Pro Tibet rodinám potřebné množství koz, aby dále mohly pokračovat v tradičním způsobu života a také byla pro jejich kozy v případě sněhových kalamit vytvořena potravinová banka. Z darovaných koz se stalo velké stádo čítající přes 388 koz. Patronkou projektu je herečka Bára Hrzánová.

### Škola ProTibet
Jedním z nejdůležitějších cílů MOSTu Pro Tibet je podpora vzdělávání dětí i dospělých, což napomáhá zvýšit gramotnost a zlepšuje šance při hledání práce. Projekt Škola ProTibet zahrnuje pět velkých škol v Tibetu a Indii s kapacitou více než 900 dětí. Budované a podporované školy leží v odlehlých oblastech i nad 4 000 m n. m.